# Vatikánská apoštolská knihovna
Vatikánská apoštolská knihovna (latinsky Bibliotheca Apostolica Vaticana; italsky Biblioteca Apostolica Vaticana) je knihovnou Svatého stolce, která se nachází ve Vatikánu. Je jednou z nejstarších a nejvýznamnějších knihoven světa. Shromažďuje především svazky, týkající se teologie, filozofie, historie, práva, vědy a umění. Ve svých sbírkách spravuje téměř 1,8 milionu knih, od rukopisů a inkunabulí až po tisky, a statisíce dalších objektů (grafické listy, rytiny, fotografie, mince). Na počátku 17. století byl od knihovny oddělen Vatikánský apoštolský archiv, obsahující další tisíce dokumentů úřední povahy.

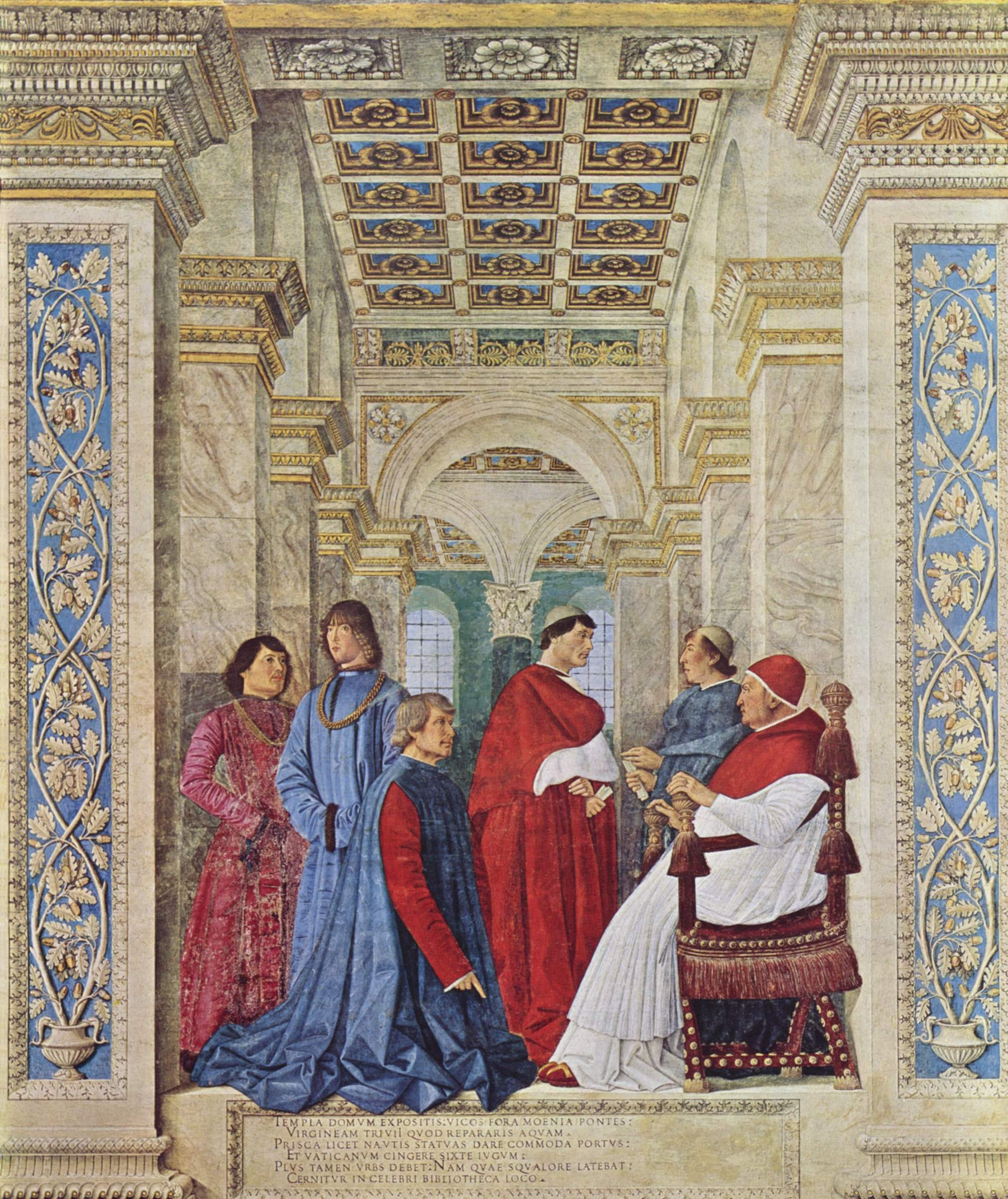
Melozzo da Forlì: Papež Sixtus IV. otevírá 15. června 1475 knihovnu badatelům a pověřuje Platinu vedením

Vatikánskou knihovnu, navazující na mnohem starší papežské sbírky, založil v polovině 15. století papež Mikuláš V. (1447–1455), jehož záměrem bylo vytvoření římské veřejné knihovny jako centra humanistické vědy. Plány Mikuláše V. dokončil papež Sixtus IV. (1471–1484).
V březnu 2014 zahájila Vatikánská knihovna z podnětu papeže Benedikta XVI. projekt digitalizace své sbírky rukopisů, které jsou postupně zpřístupňovány online.

## Dějiny

### Počátky
Nejpozději od 4. století využívala římská církev takzvané Scrinium. Jednalo se o papežovu soukromou sbírku dokumentů a knih, která zůstávala na pomezí knihovny a archivu. Na konci 8. století je v pramenech poprvé zmiňován úřad papežského bibliotekáře, tedy správce knihovny. V roce 784 tuto funkci ve službách papeže Hadriána I. zastával jistý Theophylactus.
S rostoucí mocí církve museli papeži častěji cestovat po Itálii i dále do Evropy. Všude na jejich cestách je doprovázelo Scrinium, potřebné k administrativním i diplomatickým účelům. Tyto přesuny samozřejmě zapříčiňovaly občasné ztráty dokumentů, takže velká část písemností z nejstarších dob se nedochovala. Přežilo pouze několik nejvýznamnějších dokumentů.

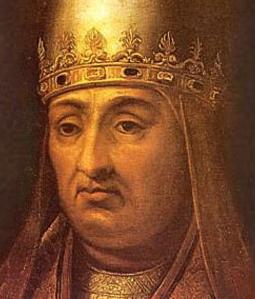
Bonifác VIII.

### Vrcholný středověk
K novému rozvoji papežské knihovny došlo ve 13. století, především za papeže Bonifáce VIII., který vlastnil na 500 svazků a mezi nimi i jednu z nevýznamnějších sbírek iluminovaných rukopisů středověké Evropy. O rozsahu papežské knihovny, umístěné v té době v Lateránském paláci, vypovídá její inventář, který nechal vyhotovit Bonifác VIII. v roce 1295. Bohužel po jeho smrti v roce 1303 byl Lateránský palác vypálen a sbírka vypleněna francouzským vojskem Filipa IV. Knihy se poté přesouvaly po Itálii do Perugie a do Assisi a nakonec do francouzského Avignonu. Všechny tyto přesuny samozřejmě nezpůsobovaly jen poškození, ale zejména ztrátu mnoha dokumentů.
V době avignonského zajetí papežů se sbírka opět rozrůstala, při přesunu do Říma na konci 14. století však zůstal knihovní fond rozdělený – část se přesunula spolu s papežem, část zůstala v Avignonu a některé spisy se ztratily.

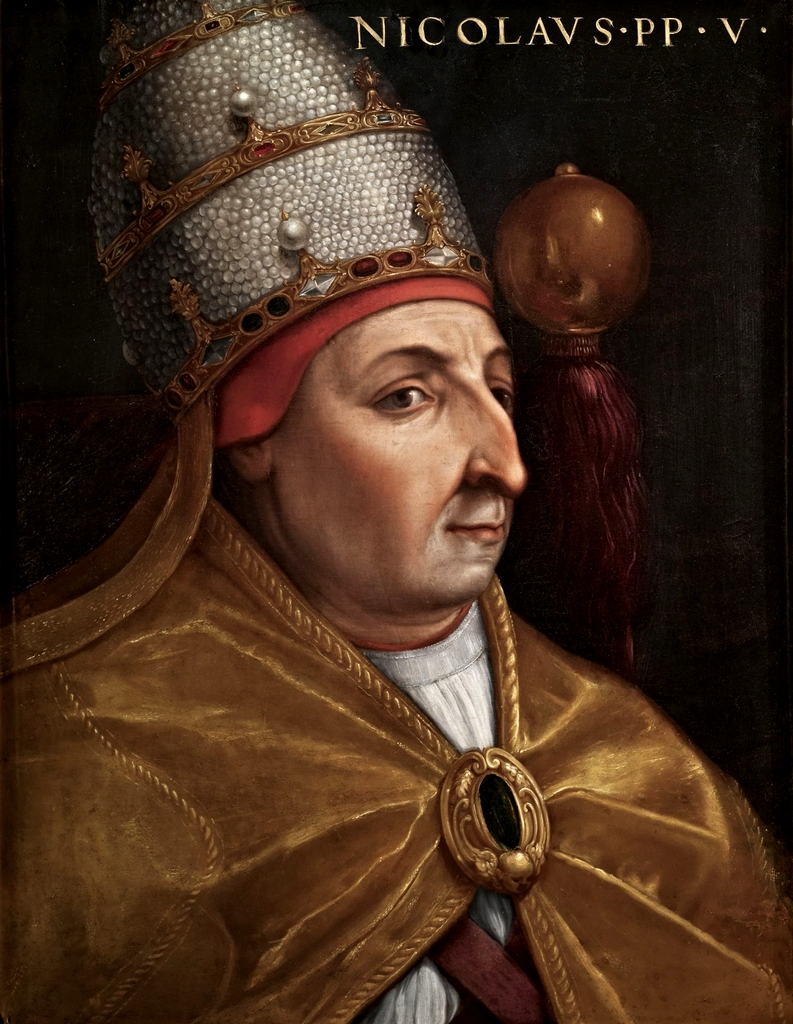
Mikuláš V.

### Nová knihovna
Po návratu do Říma se papežové pokoušeli knihovní fond obnovit a doplnit, nebyl to však jednoduchý úkol. Evžen IV. vlastnil v době své smrti (1447) pouze 340 knih. Změny dosáhl až jeho nástupce Mikuláš V., který usiloval o založení papežské veřejné knihovny, mimo jiné i proto, aby se město Řím opět stalo cílem učenců. Nepříliš rozsáhlý knihovní fond, zděděný po předchozích papežích proto významně rozšířil vlastní sbírkou i velkými akvizicemi. Zaměstnával také množství italských a byzantských učenců, aby pro knihovnu překládali řecké klasiky do latiny. Cenil si jejich děl, přestože se z pohledu katolické církve jednalo o pohany, čímž mnohé spisy zachránil pro budoucnost. Do roku 1455, kdy Mikuláš V. zemřel, čítala jeho knihovna zhruba 1200 svazků.

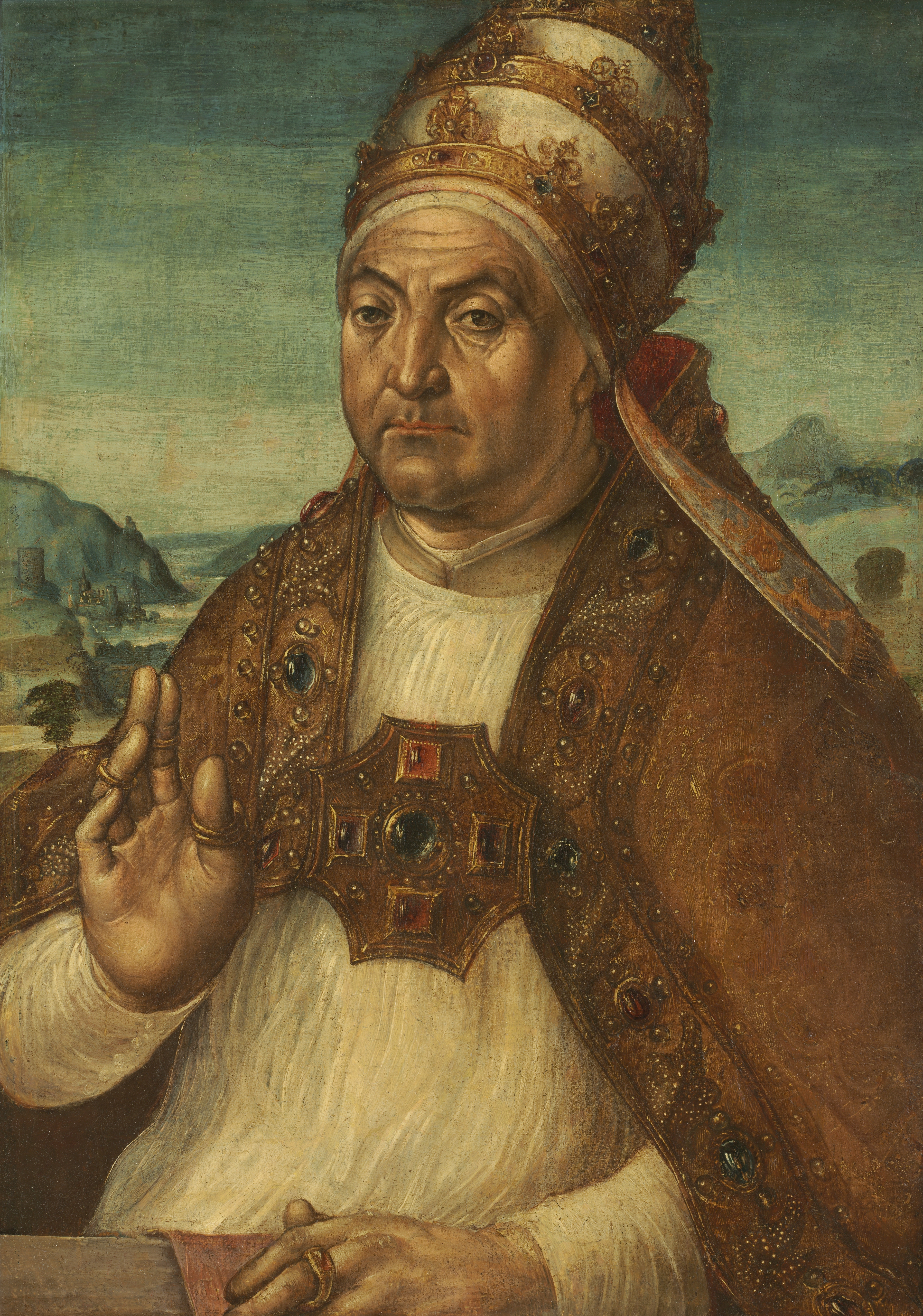
Sixtus IV.

Ovšem až o dvacet let později Sixtus IV. dokončil záměr svého předchůdce a vydáním buly Ad decorem militantis Ecclesiae z 15. června 1475 oficiálně založil Palatinskou knihovnu. Současně s vydáním buly jmenoval prvního knihovníka, jímž se stal Bartolomeo Sacchi, zvaný Platina. Prostory vyčlenil již Mikuláš V. v prostorách Apoštolského paláce, v jižní části nádvoří Cortile del Belvedere, se vstupem z Cortile del Pappagallo. Nacházely se zde čtyři místnosti – Bibliotheca Latina pro latinské spisy, Bibliotheca Graeca pro díla v řečtině, Bibliotheca Secreta pro vzácné a běžně nedostupné kodexy a Bibliotheca Pontificia pro papežský archiv. Sixtus IV. nechal prostory vymalovat jedněmi z nejlepších umělců své doby. Tento papež také systematicky prováděl akvizice teologických, filosofických i uměleckých spisů, takže již v roce 1481 evidoval knihovník Platina 3498 svazků, představujících největší sbírku v Evropě.

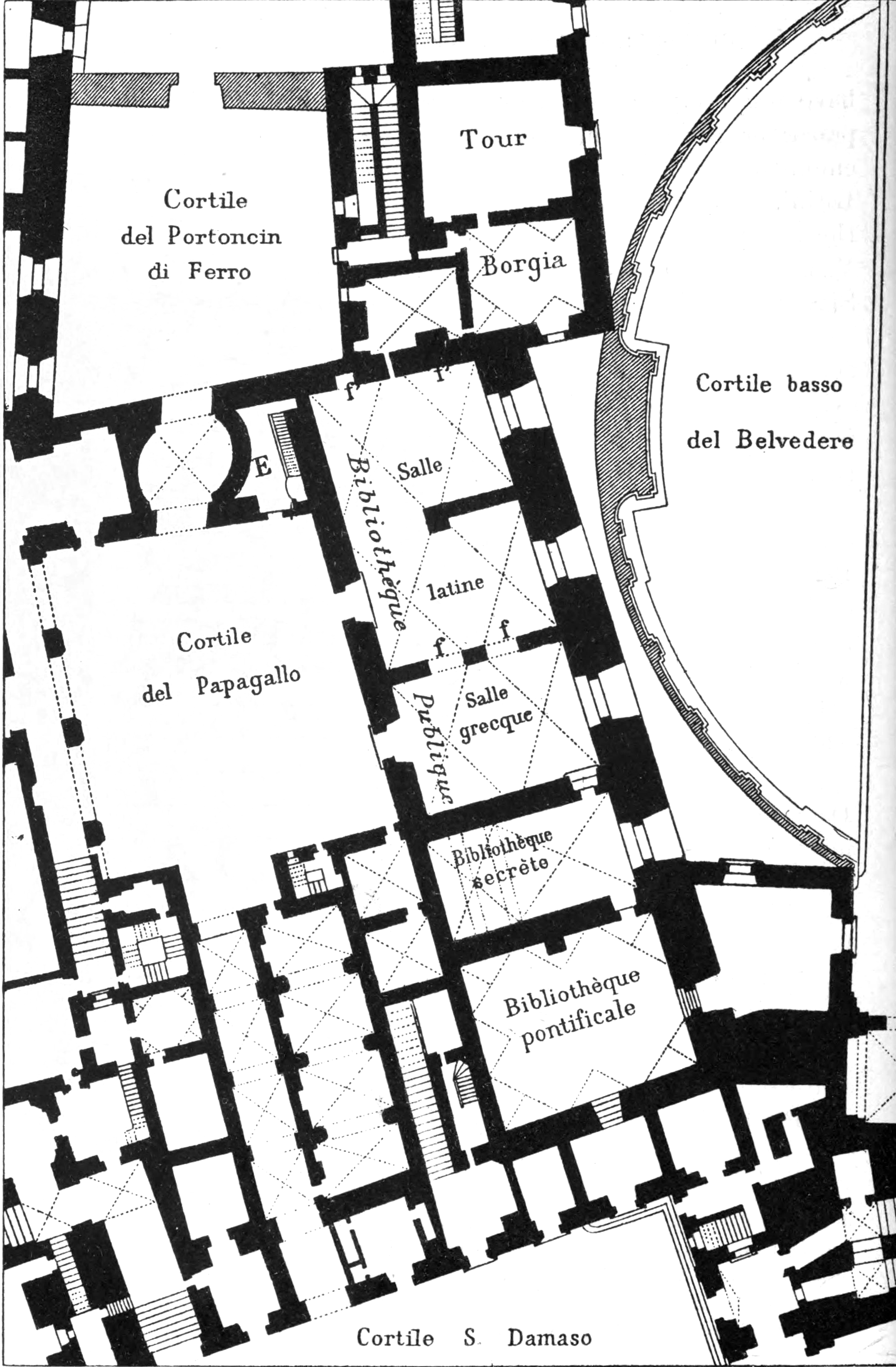
Historický plán původních prostor Vatikánské knihovny v Apoštolském paláci

V 16. století se knihovna činností dalších papežů i nadále rozrůstala, přičemž se postupně prosadil název Vatikánská knihovna. Protože původní prostory brzy přestaly stačit, kolem roku 1587 pověřil papež Sixtus V. architekta Domenica Fontanu, aby v severní části nádvoří Cortile del Belvedere postavil novou budovu knihovny, která se používá dodnes.

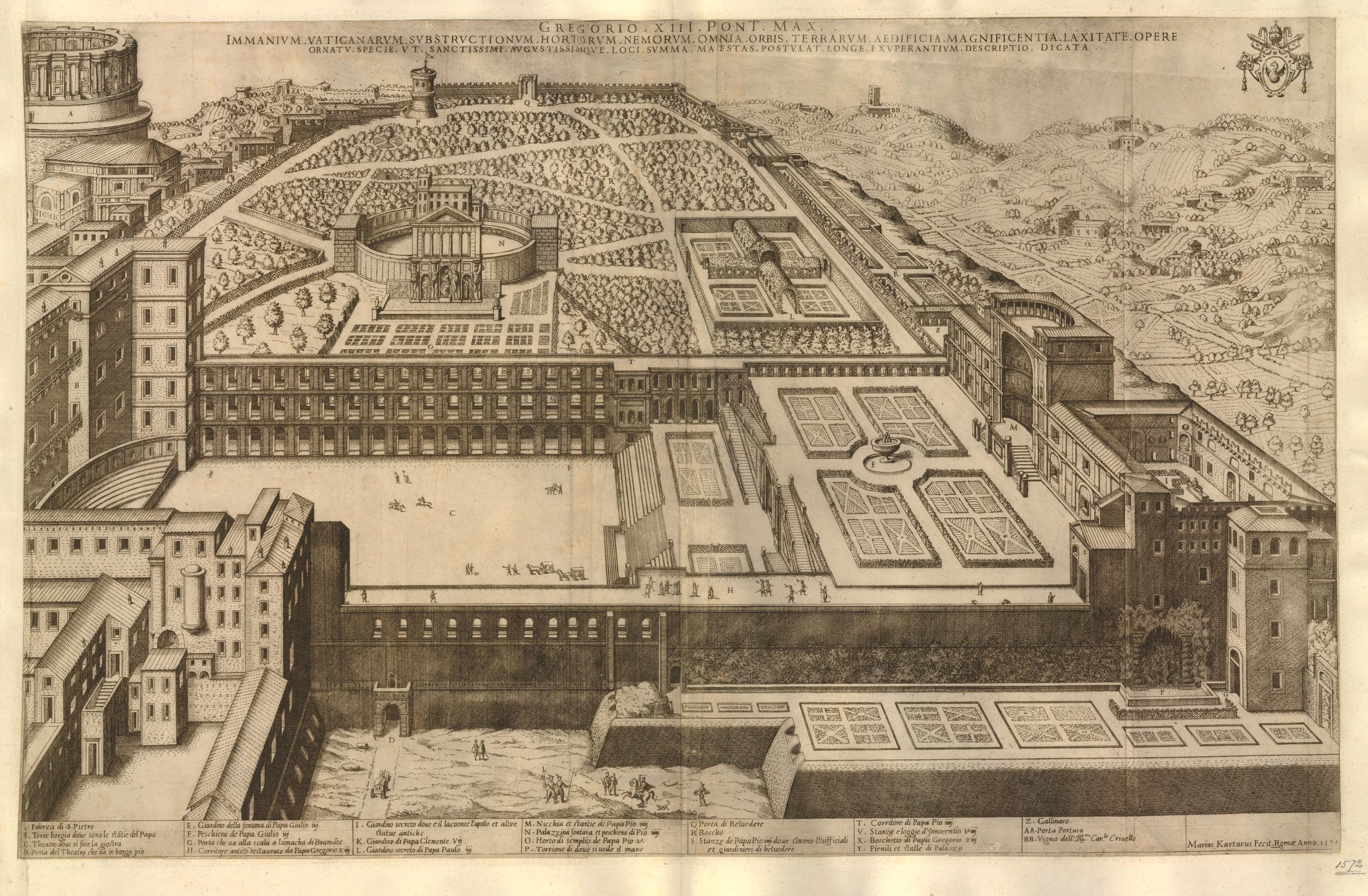
Nádvoří Cortile del Belvedere před výstavbou příčné budovy knihovny

### Novověk

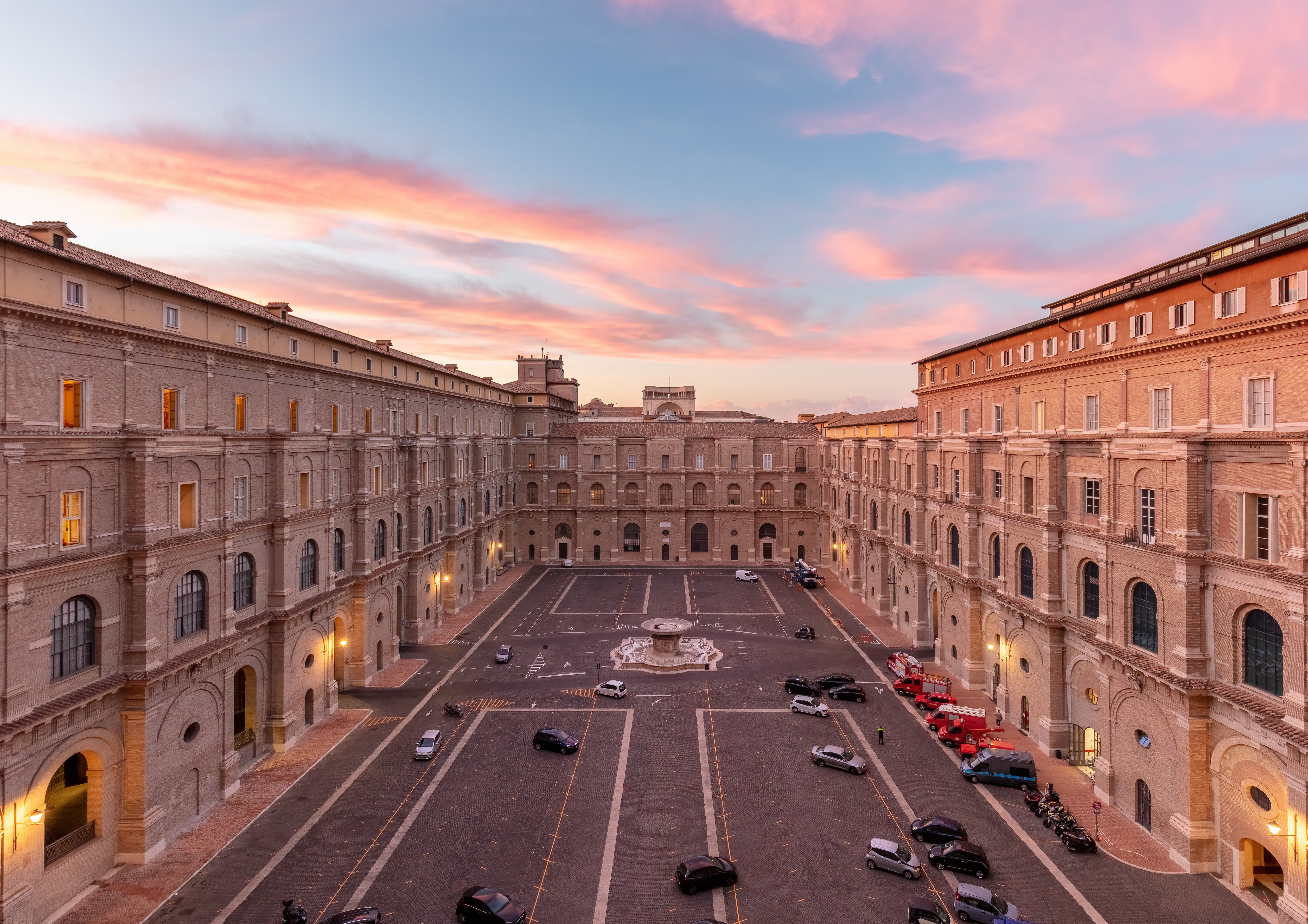
Nádvoří Cortile del Belvedere v současnosti, rozdělené budovou knihovny

Na počátku 17. století byly z přímé správy vatikánské knihovny vyjmuty veškeré úřední dokumenty, když byl z iniciativy Pavla V. založen samostatný Vatikánský apoštolský archiv. V průběhu tohoto století však knihovna přidávala do svého fondu různé celistvé sbírky, například Kurfiřtskou knihovnu z Heidelbergu (Bibliotheca Palatina), knihovnu urbinských vévodů (Fondo Urbinate) nebo sbírku švédské královny Kristiny (Fondo Reginense).
V 18. století vznikala v rámci knihovny samostatná oddělení, věnovaná speciálním sbírkám. V roce 1738 bylo založeno Numismatické oddělení (Medagliere), jehož jádrem se staly antické mince a medaile ze sbírky kardinála Albaniho, která byla v té době druhou největší na světě. V roce 1755 vzniklo církevní muzeum (Museo Sacro), shromažďující předměty, vztahující se k dějinám časného křesťanství (slonovinové řezby, bronzové, skleněné, keramické i textilní předměty). V roce 1767 bylo založeno také profánní muzeum (Museo Profano), uchovávající artefakty bez vazby na náboženství. Obě jmenované sbírky byly v roce 1999 předány do správy Vatikánských muzeí. V roce 1785 byla z iniciativy Pia VI. z knihovny oddělena sbírka rytin (Gabinetto delle Stampe).
V polovině 18. století správci knihovny Giuseppe Simonio Assemani a Stefano Evodio Assemani rovněž usilovali o publikací kompletního katalogu všech rukopisů. Toto rozsáhlé dílo však zůstalo z velké části nedokončeno.
Velmi nepříznivě se v dějinách vatikánské knihovny odrazilo obsazení Říma Napoleonem Bonaparte, který nakonec v roce 1809 rozhodl o převezení celé sbírky do Paříže. Ačkoliv byly spisy v roce 1817 vráceny, došlo mezitím k velkým ztrátám. Rozchvácena byla téměř celá numismatická kolekce. Některé rukopisy dodnes nesou razítko Francouzské národní knihovny.

### Moderní doba
Na přelomu 19. a 20. století, během vlády Lva XIII., došlo k velké modernizaci knihovny. Papež umožnil přístup širšímu okruhu badatelů a prodloužil i otevírací dobu, po kterou bylo možné knihy studovat. Také byla založena laboratoř k restaurování knih, vznikl lístkový katalog tisků a vydány byly moderní katalogy rukopisů. Roku 1900 vyšlo první číslo sborníku Studi e Testi.
I nadále byl soustavně rozšiřován knihovní fond. V roce 1902 vatikánská knihovna zakoupila velmi rozsáhlou sbírku knihovny a archivu Barberini včetně původních barokních polic. V témže roce získala i spisy, shromážděné Kongregací pro evangelizaci národů, obsahující množství rukopisů z Asie. Po první světové válce knihovna převzala kolekci Francesca de Rossi, v roce 1923 pak jako dar od italské vlády soukromou sbírku papeže Alexandra VII. (Biblioteca Chigiana).
V roce 1927 poskytla instituce Carnegie Endowment for International Peace ve Washingtonu vatikánské knihovně finanční podporu k vytvoření moderního katalogizačního systému. Současně umožnila školení zaměstnanců v několika významných knihovnách ve Spojených státech a v Kanadě (Kongresová knihovna, knihovny v Princetonu, Filadelfii, Baltimoru, Pittsburghu, Chicagu, Champaign, Torontu a Ann Arbor). Po zavedení všech nově nabytých znalostí se z vatikánské knihovny stalo jedno z nejmodernějších pracovišť v Evropě.
Na počátku 50. let byla většina rukopisů zkopírována na mikrofilmy, které jsou uložené v Knihovně Pia XII. (Pius XII Memorial Library) v St. Louis v USA.
V letech 1982 – 1984 byl pod nádvořím Cortile della Bibliotheca vybudován nový podzemní depozitář pro bezpečné uložení rukopisů.
Na konci 20. století proběhl přesun od ruční katalogizace knih ke katalogizaci elektronické.
V září 2002 byla v 1. patře otevřena odborné veřejnosti nová čítárna periodik se třemi poschodími regálů v ochozech. V letech 2007 – 2010 proběhla rozsáhlá renovace prostor, zahrnující úpravu podlah, instalaci klimatizace i usazení elektronických čipů do knih.
V roce 2012 zahájila Vatikánská knihovna projekt digitalizace svých sbírek. K uložení dat byl zvolen formát FITS. V polovině roku 2020 byly zprovozněny webové stránky DigiVatLib, na nichž jsou digitalizovaná díla bezplatně zpřístupněna veřejnosti.

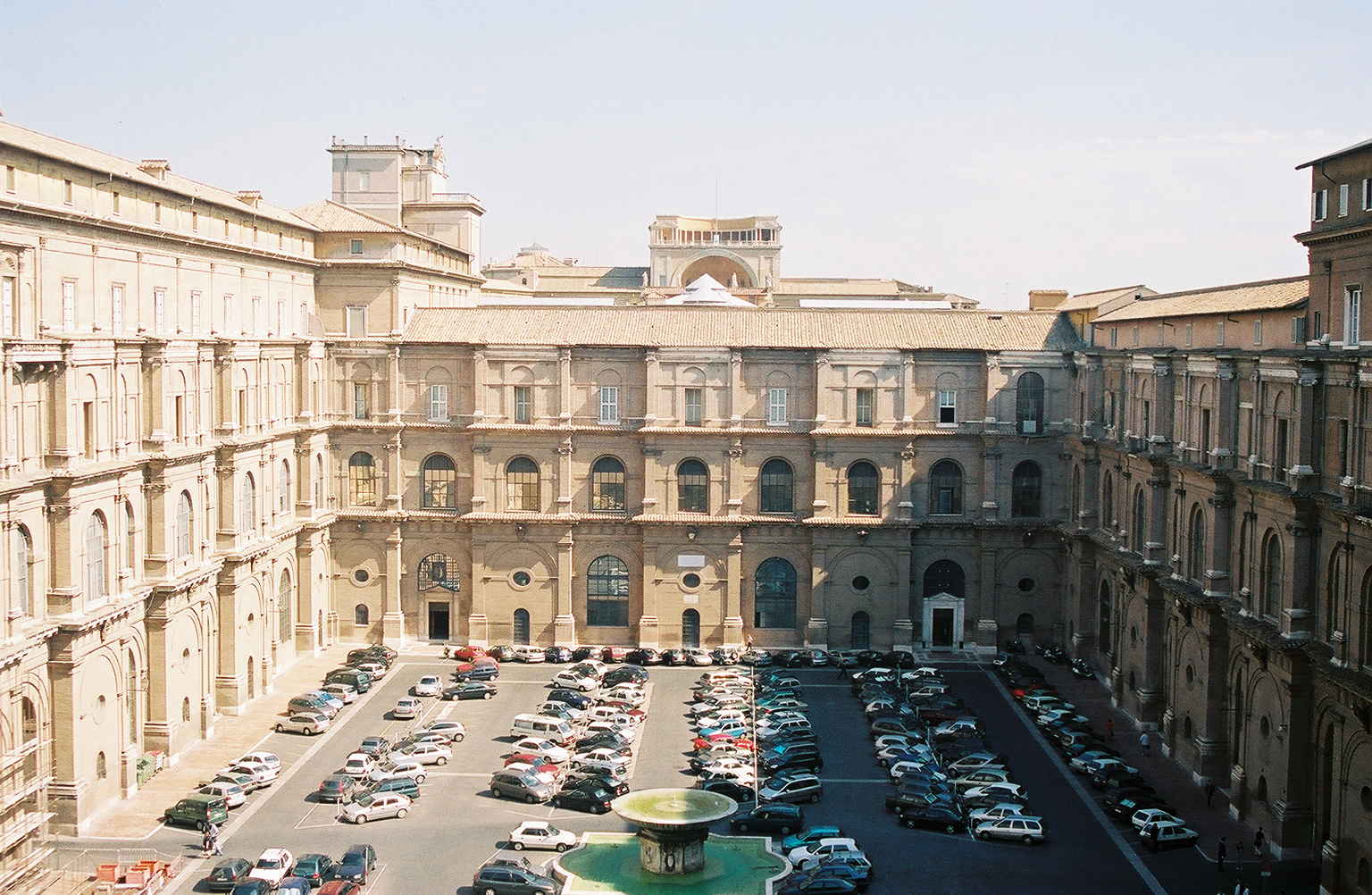
Budova Vatikánské knihovny

## Sídlo

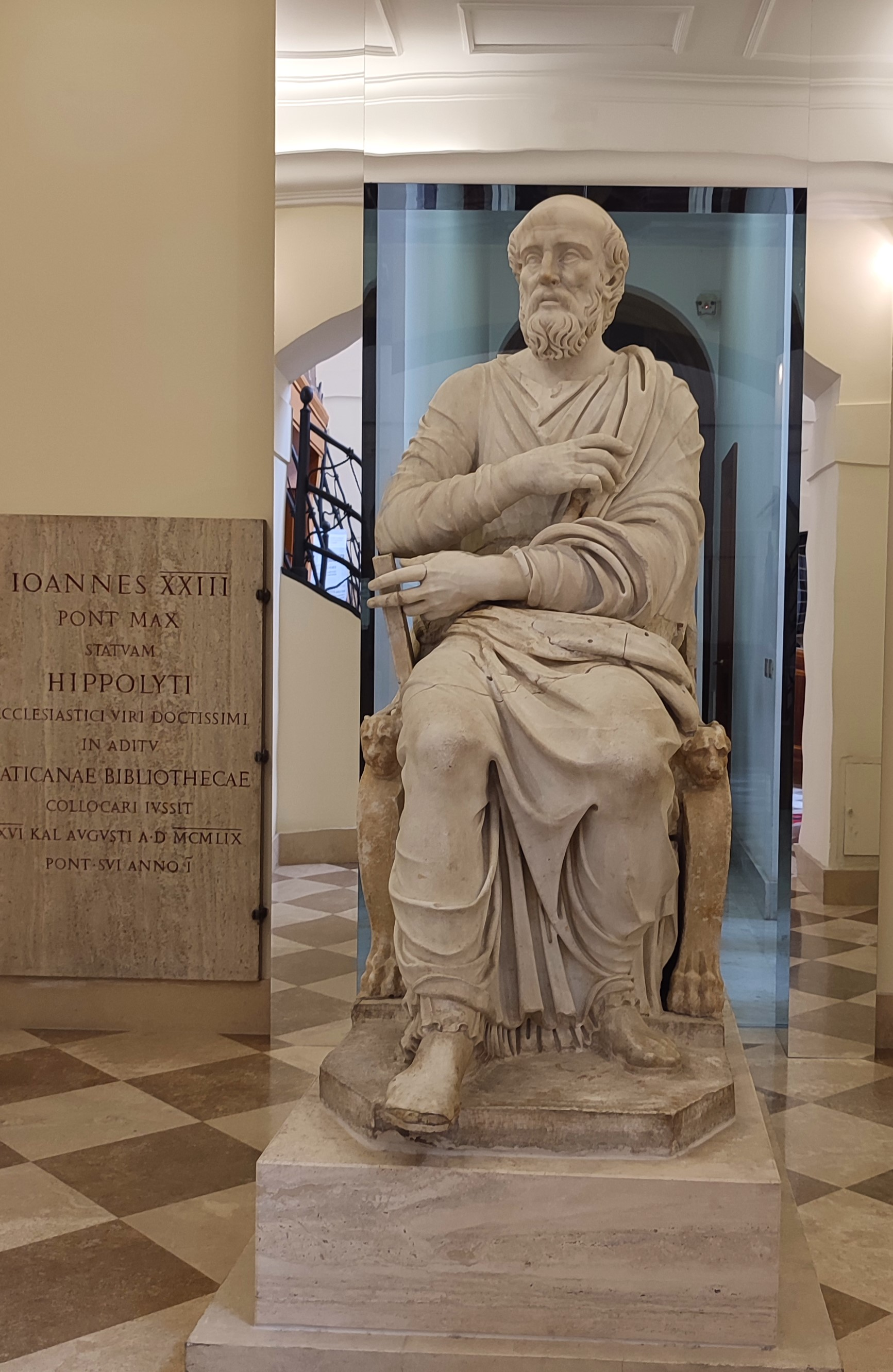
Socha sv. Hippolyta v přízemí

Hlavní třípatrový objekt knihovny se nachází v severní části nádvoří Cortile del Belvedere, v jehož středu je umístěno torzo kašny s plastikami dráčků a znaky papeže Sixta V. Budovu navrhl na přání papeže Sixta V. (1585 – 1590) architekt Domenico Fontana. Stavba však výrazně zmenšila a vizuálně proměnila celé nádvoří, vytvořené na počátku 16. století podle návrhu Donata Bramante.
- Hlavní vchod do knihovny je na druhém nádvoří Cortile del Belvedere vpravo od průjezdu, chráněný masivními bronzovými dveřmi s reliéfní výzdobou z poloviny 20. století. Boční vchod se nachází v lapidáriu Vatikánských muzeí (Galleria Lapidaria).
- V přízemí je recepce a šatna, vstup do studoven je vyhrazen čtenářům s čipovou služební kartou. Ostatní návštěvníci mají přístup k prohlídkám pouze v doprovodu průvodce a v předem stanovených hodinách.  Vstupnímu atriu vévodí kopie sochy svatého Hippolyta Římského. Originál byl nalezen v roce 1551 na Via Tiburtina v Římě, vystaven v římském kostele San Lorenzo in Damaso[24]. Tato kopie se sbírkou kardinála Ottoboniho byla předaná do Vatikánských muzeí a po restaurování v roce 1959 darovaná papežem Janem XXIII. knihovně.

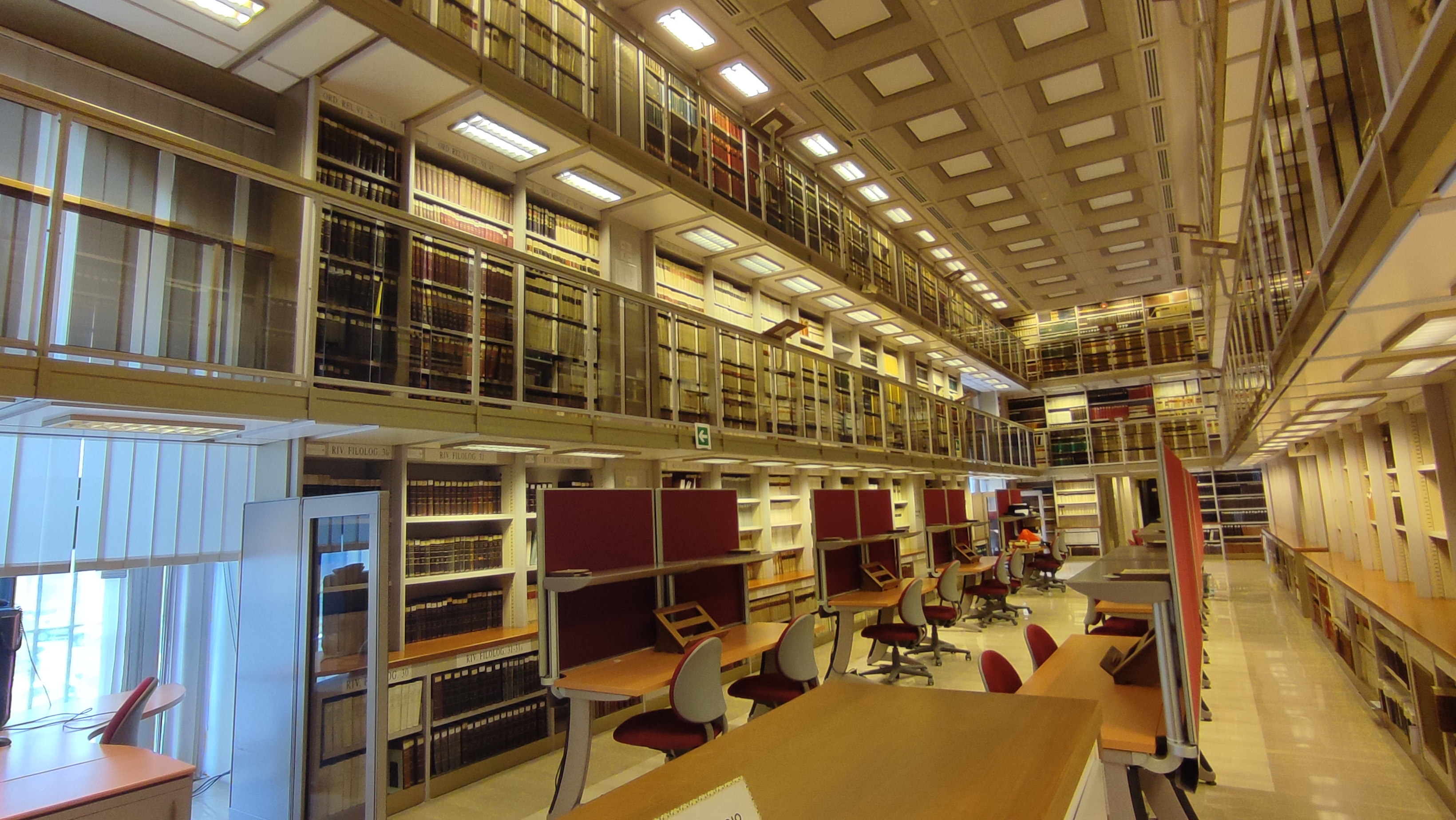
Studovna časopisů v 1.patře

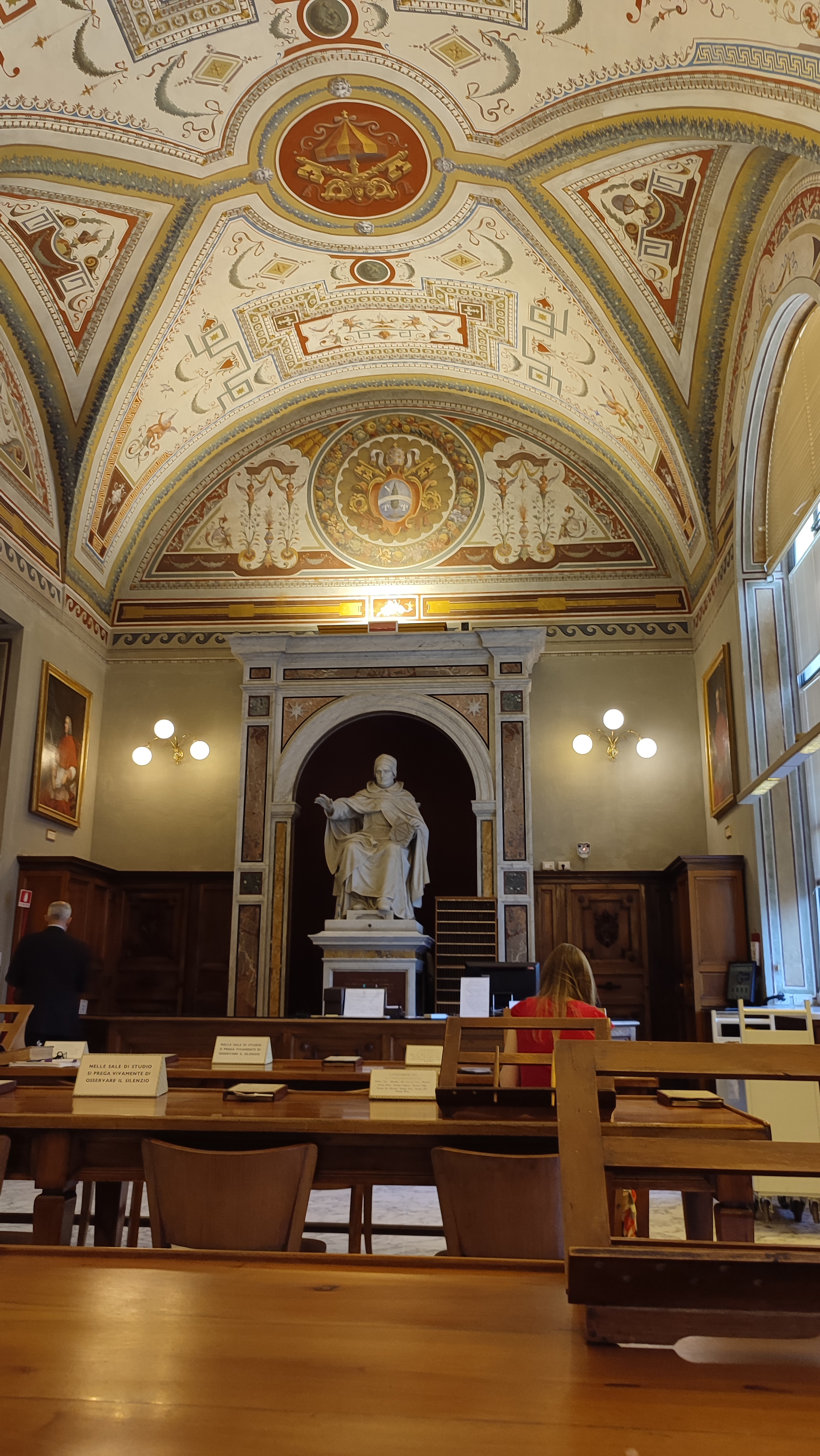
Sala Leonina - studovna tištěných knih v 2. patře

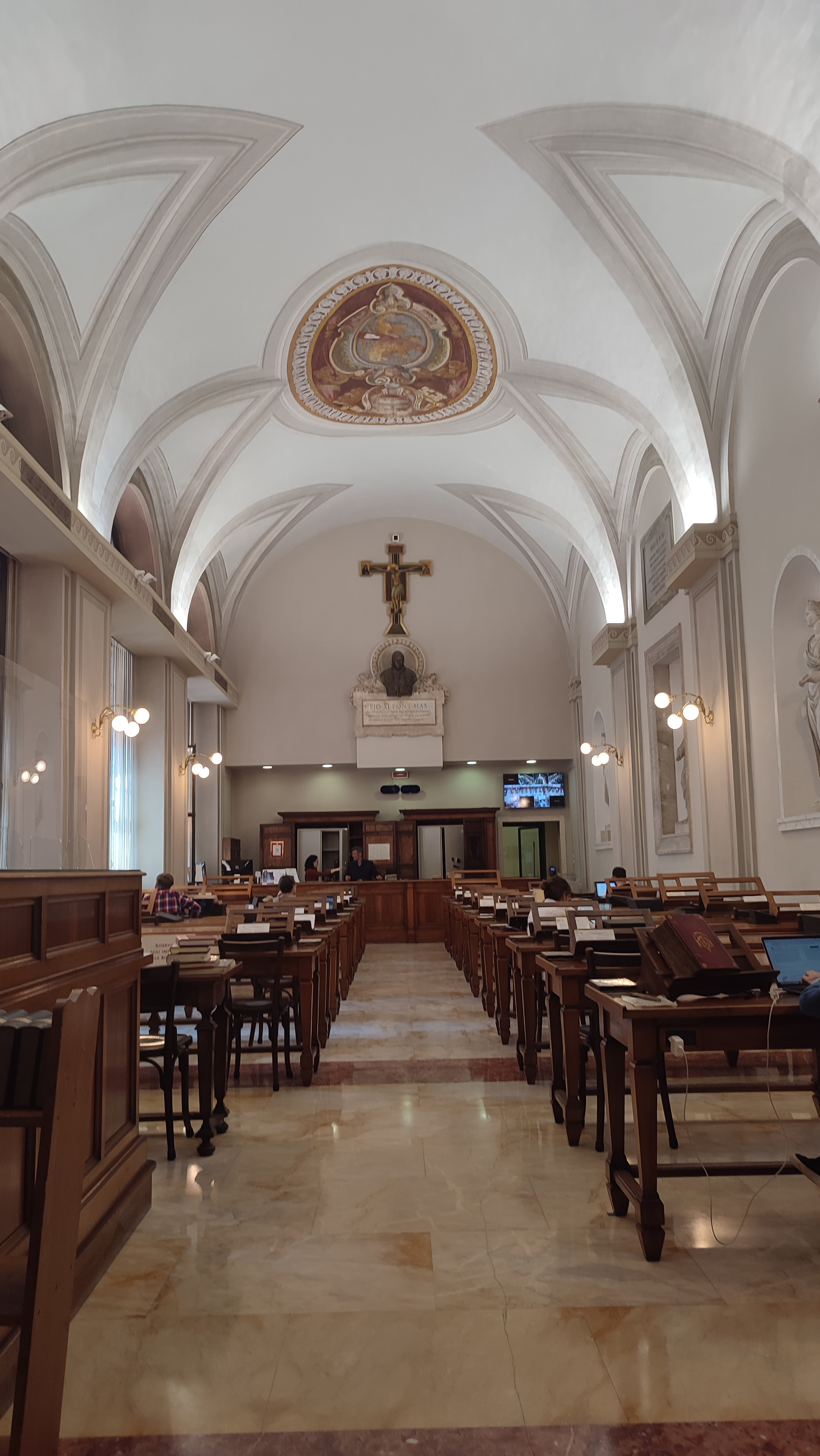
Studovna archivu ve 3. patře

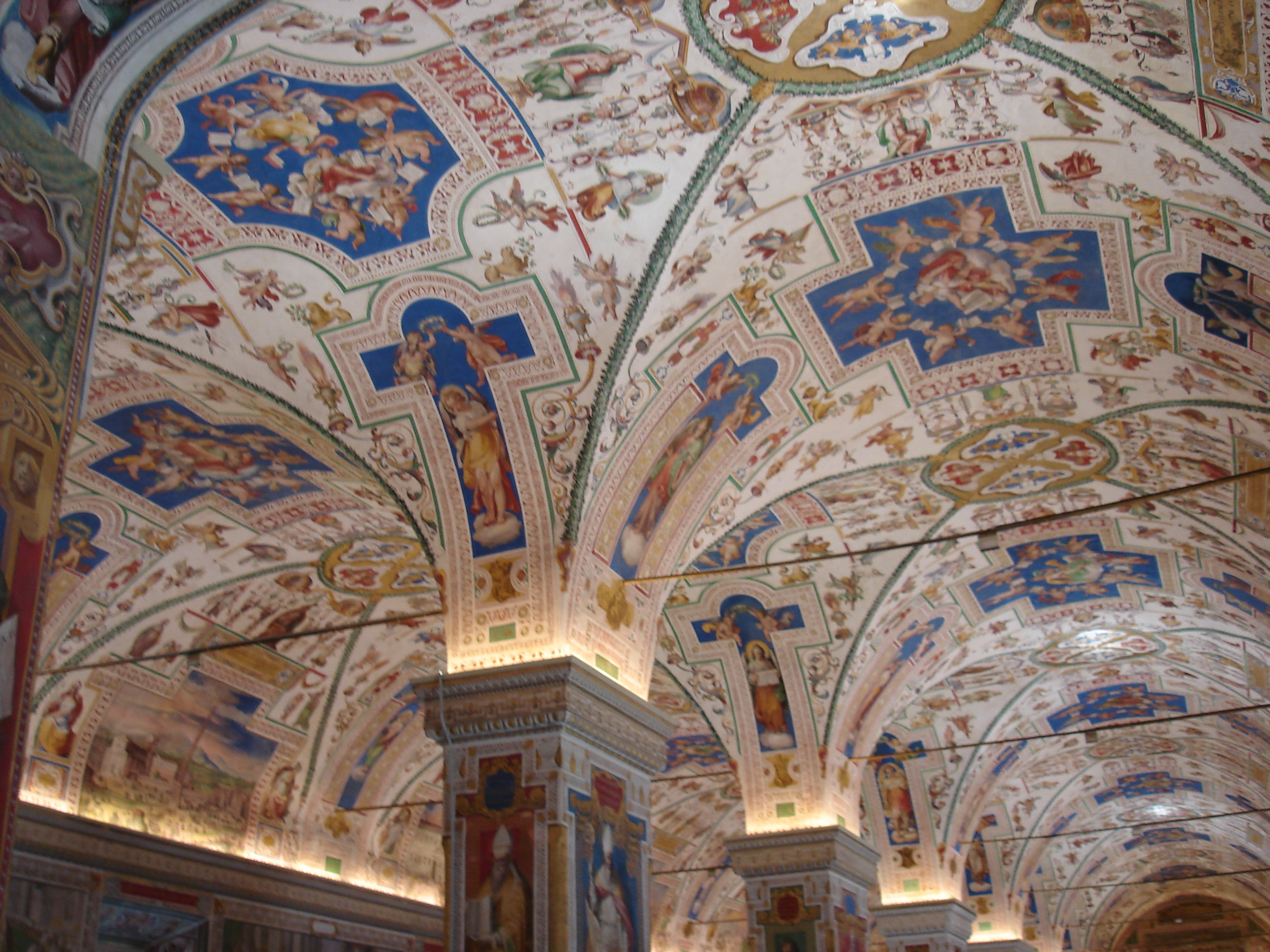
Klenba Sixtinského sálu, který je v prohlídkové trase Vatikánských muzeí

- První patro tvoří prostory reprezentačního sálu s příležitostnou výstavou a studovna - čítárna periodik, upravená po obvodu třemi patry ocelových knihovních regálů s postranními schodišti a ochozy.[25]
- Druhé patro. V mezipatře má odpočinkovou terasu se zahradou, spojenou s mimoúrovňovým vstupem do sousední grotty, která slouží jako kavárna. Badatelům slouží dva reprezentační sály: Sala Leonina v čele se sochou sv. Tomáše Akvinského, kterou vytvořil Cesare Aureli kolem roku 1910, a na zadní straně s bustou papeže Lva XIII., slouží jako studovna tištěných knih 17.-21. století, obrazových dokumentů a příruční knihovna encyklopedií, italských historických, zeměpisných a náboženských knih. Sousední menší sál (sala Leonina minor) slouží ke konzultacím a příležitostným akcím.[26] Z podnětu papeže Benedikta XVI. byla studovna roku 2016 nově upravena.
- Ve třetím patře jsou čtyři prostory. Sál Pia XI. s jeho reliéfní bustou slouží jako studovna archivu. Přilehlé prostory slouží pro muzeum neknižních sbírek knihovny (Museo sacro della Biblioteca Apostolica), jako jsou měřicí přístroje, sklo a keramika.

Bohatě zdobený dvoulodní Sixtinský sál (Salone Sistino) o půdorysu 70 x 15 metrů patří jen k prohlídkové trase Vatikánských muzeí, kde souvisí se Sixtinskou kapli.  Malby na centrálních sloupech představují různé typy abecedy, zatímco obrazy na stěnách zobrazují historii knihoven a knihovnictví i velké církevní koncily.
V suterénních prostorách jsou ve stabilních podmínkách se stálou teplotou a vlhkostí uloženy rukopisy a papyry. Depozitáře a restaurátorské dílny využívají rovněž prostory při východní a západní straně nádvoří. Jednotlivá patra propojují dva externí výtahy na nádvoří Cortile della Biblioteca.

## Organizace knihovny
Výkonný vedoucí vatikánské knihovny má titul prefekta.
Instituce měla k roku 2021 zhruba 100 zaměstnanců, pracujících v několika odděleních. Základem jsou:
- oddělení rukopisů a starých tisků
- oddělení tisků 17.-21. století (knih)
- oddělení periodik
- numismatické oddělení

Mezi zaměstnance knihovny patří i pracovníci restaurátorských dílen a osoby, věnující se katalogizaci a digitalizaci. Při knihovně působí od roku 1934 škola knihovědy - Scuola Vaticana di Biblioteconomia.

### Přístup
Vatikánská knihovna je bezplatně otevřena všem badatelům s dostatečnou kvalifikací a konkrétním výzkumným záměrem. Mezi dostatečně kvalifikované osoby patří zejména vyučující a výzkumní pracovníci univerzit, ale také studenti postgraduálního studia v rámci přípravy disertační práce. Ve výjimečných případech mohou přístup získat i ostatní studenti vysokých škol, pokud prokážou, že ke své práci potřebují dokumenty, dostupné pouze ve vatikánské knihovně. Zmíněné osoby mohou běžně studovat tištěné materiály, pro přístup k rukopisům ovšem potřebují ještě zvláštní povolení. Sbírky lze studovat pouze prezenčně, není možné je odnášet. Rukopisy a staré tisky je zakázáno fotografovat.

## Sbírky

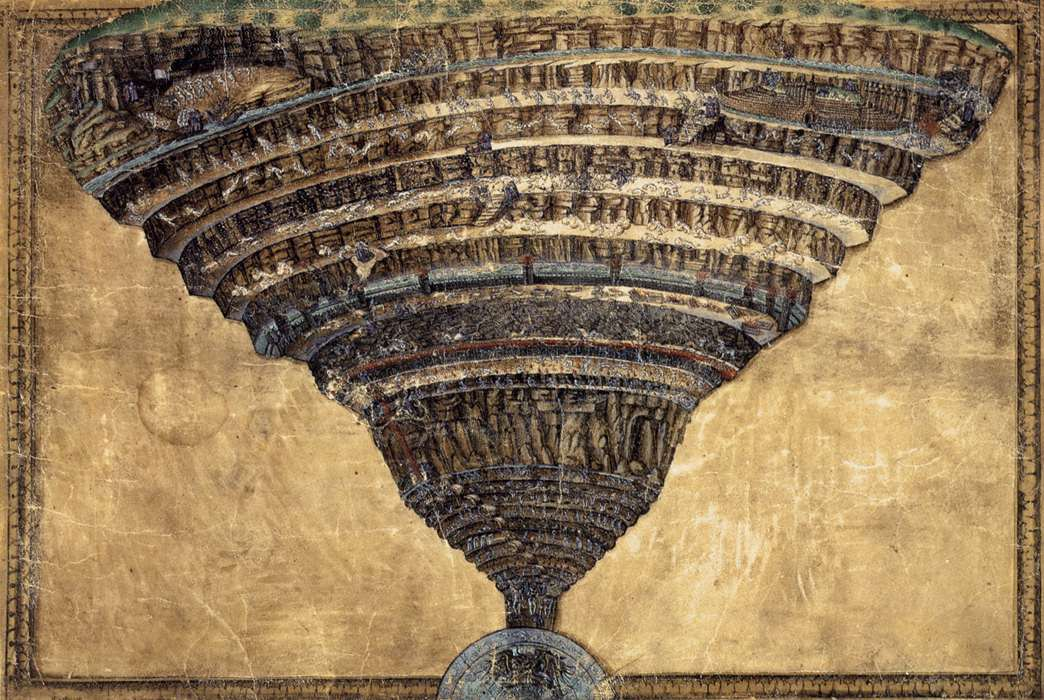
Sandro Boticelli: Peklo, 80. léta 15. století. Originál je ve sbírkách Vatikánské knihovny.

K roku 2022 uchovávala Vatikánská knihovna přes 180 000 rukopisů, 1 600 000 tištěných knih a 9000 prvotisků (inkunábulí), přes 150 000 tisků neknižní povahy, tisíce kreseb a rytin, přes 200 000 fotografií a v numismatické sbírce přes 300 000 mincí a medailí. Každý rok je získáno asi 6 000 nových knih. K uložení takového množství materiálů využívá knihovna přes 50 kilometrů polic.

### Rukopisy
Vzhledem ke svému značnému stáří a významu schraňuje vatikánská knihovna velké množství rukopisů v latině, řečtině, hebrejštině, arabštině a v dalších jazycích. Hojně zastoupené jsou i spisy orientálního původu. Rozsáhlá je například sbírka hinduistických děl a koránů. Vatikánská knihovna neshromažďuje jen církevní texty, ale i hudebniny, díla řeckých a římských klasiků i množství světské literatury nejrůznějších žánrů. Rukopisy jsou psané na papyru, pergamenu i papíru.

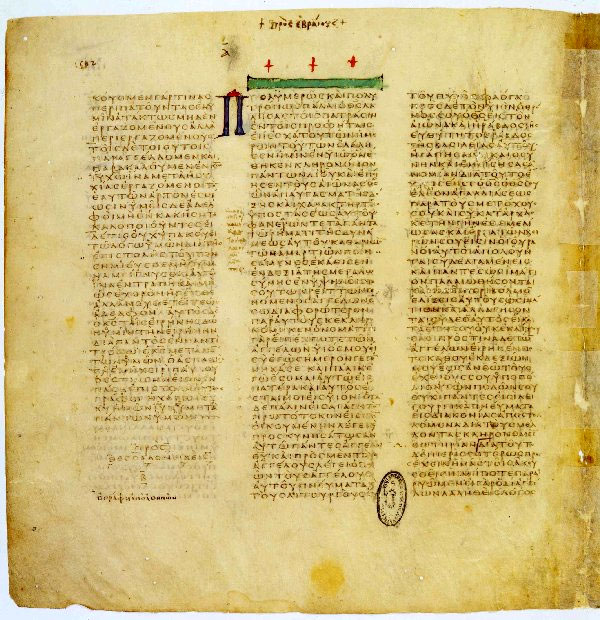
Vatikánský kodex

Mezi nejvýznamnější a nejzajímavější kodexy patří: 

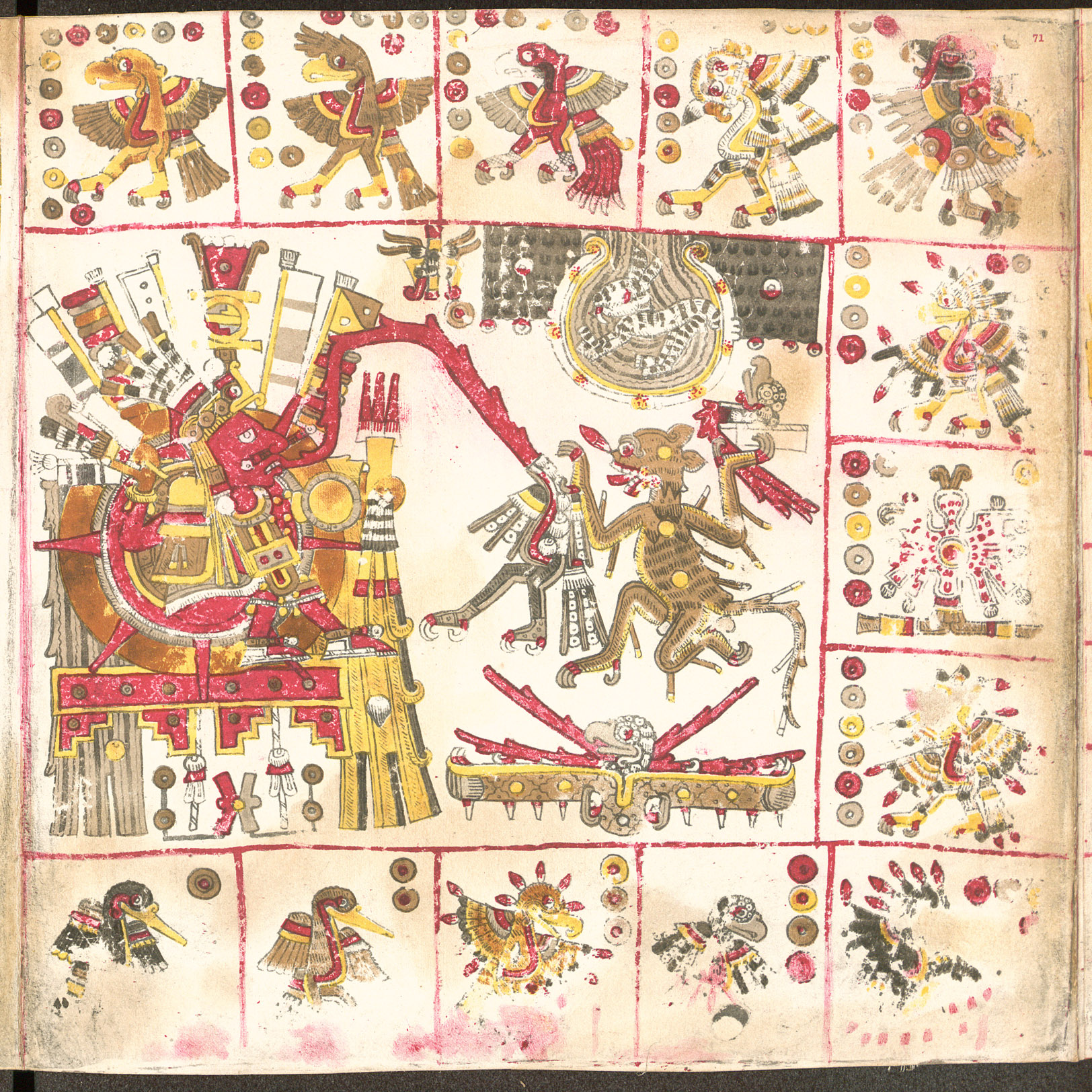
Codex Borgia

- Vatikánský kodex (Codex Vaticanus Graecus 1209) - nejstarší známý značně kompletní rukopis Bible
- Papyrus 75 (též Bodmerovy papyry 14 – 15) - fragment Nového zákona z 3. století
- Loršský evangeliář (Codex Aureus Laureshamensis) - iluminovaná kniha s vyřezávanými slonovinovými deskami, vytvořená kolem roku 810 na dvoře Karla Velikého
- Menologium císaře Basileia II. - jedno z hlavních děl byzantského knižního malířství
- Vergilius Vaticanus a Vergilius Romanus - iluminované rukopisy, obsahující díla římského básníka Vergilia (Aeneis, Georgica)
- Eukleidovy Základy - části rukopisu, věnovaného základům geometrie, v nichž je obsažen jeden z nejstarších textů, obsahujících výklad Pythagorovy věty
- Kniha O umění lovit s ptáky (De arte venandi cum avibus) - kniha o sokolnictví, jejímž autorem je císař Fridrich II.
- Codex Vaticanus Arabo 368 - zápis milostné literatury ze středověké Andalusie
- Codex Borgia - rozsáhlý rukopis z předkolumbovské Mezoameriky, zobrazující indiánskou mytologii a rituály
- Kodex Rossi - největší známý fragment sbírky hudebních rukopisů ze 14. století.

### Tisky

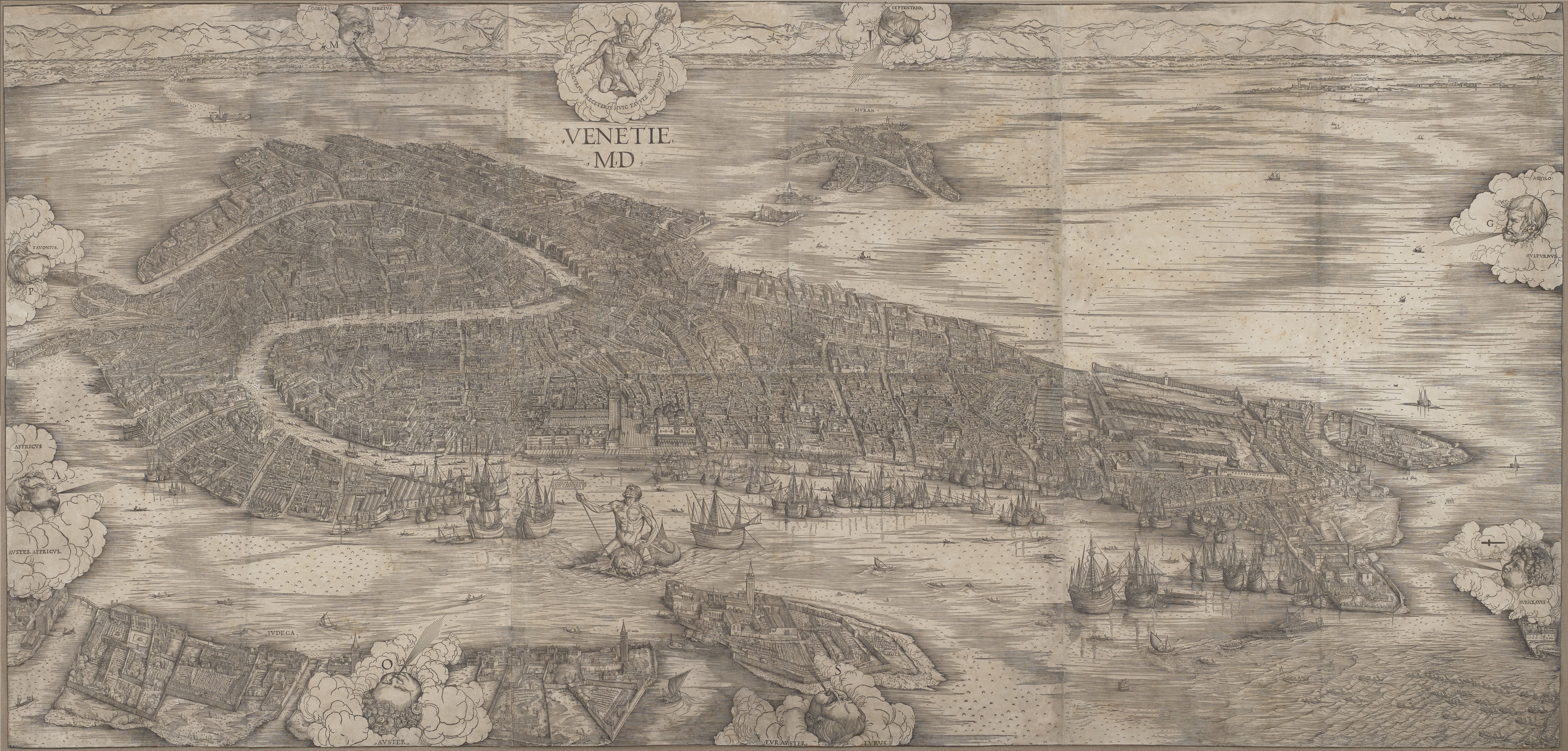
Benátky v roce 1500 (Jacopo de Barbaria)

Oddělení tištěných materiálů se dělí na oddělení pro starší fondy vzácných knih včetně mnoha prvotisků (inkunábulí) z počátků knihtisku. Pečuje také o různě grafické tisky, mapy, kresby, dřevoryty, mědiryty a fotografie. Původně zde bylo uloženo i množství glóbů, které byly později předány do správy Vatikánských muzeí.
Mezi nejzajímavější dokumenty patří:
- pohled na Benátky z roku 1500 (Jacopo de Barbari) - impozantní dřevoryt s rozměry 132,72 × 277,5 cm
- mapa Říma z roku 1664 (Antonio Tempesta)
- pohled na Řím z roku 1765 (Giuseppe Vasi)
- mapa Neapole z roku 1775 (vévoda z Noja) - mapa složená z otisků 35 desek mědirytu s celkovými rozměry 5,016 × 2,376 metru
- Pohled na Kvirinalský palác a přilehlé zahrady z počátku 17. století (Giovanni Maggi)
- Překresba fresky Michelangelova Posledního soudu ze Sixtinské kaple (Tommaso Minardi)
- Sbírka grafik Sigfrida Bartoliniho

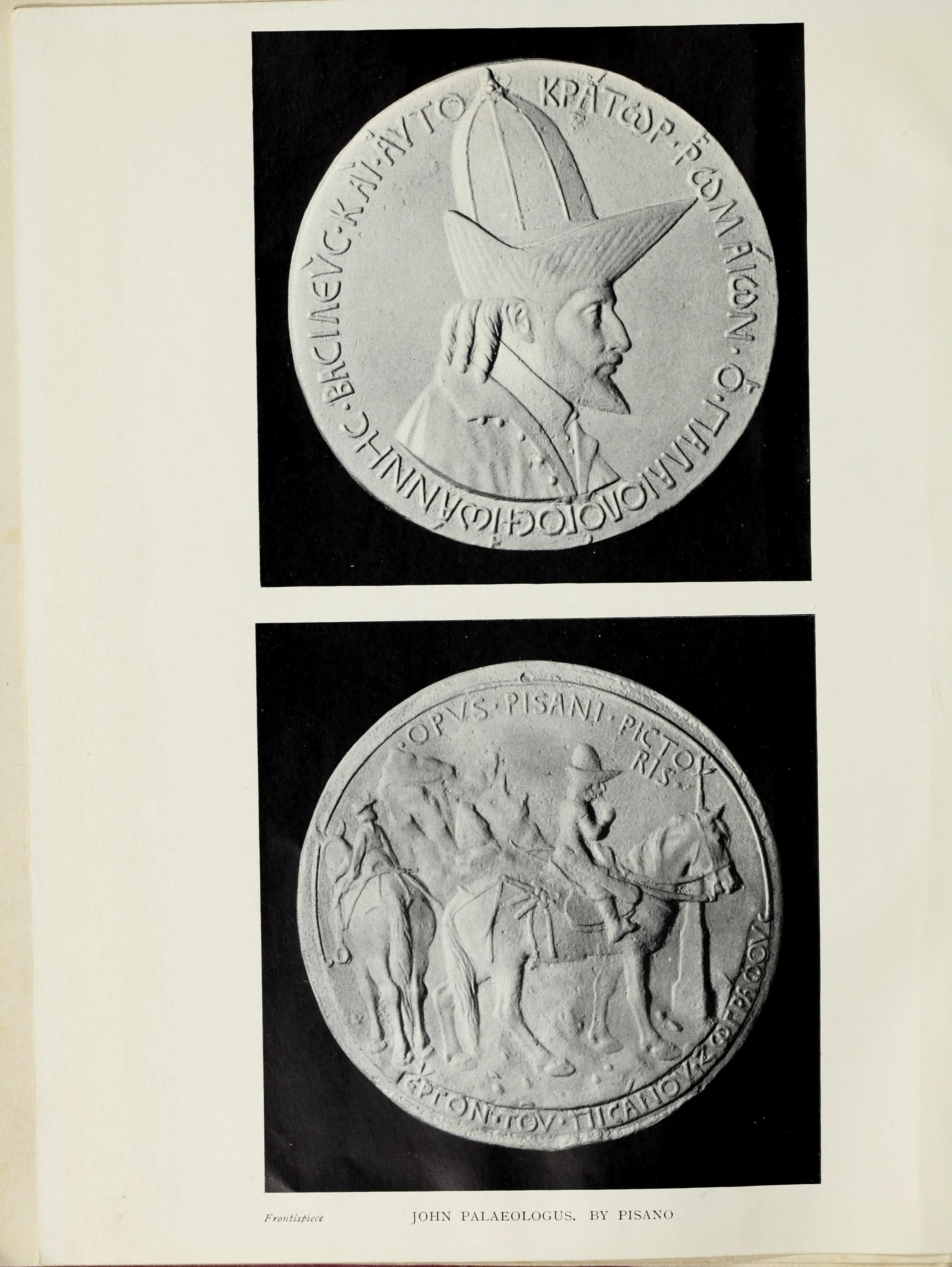
Medaile s portrétem byzantského císaře Jana VIII. (Pisanello)

### Numismatika
Přestože původní numismatické kolekce byly prakticky rozebrány při Napoleonově dobytí Říma, později došlo k jejich částečnému navrácení a k obnově sbírky, takže numismatické oddělení vatikánské knihovny (Medagliere) dnes schraňuje největší soubor papežských mincí a medailí na světě i velmi významnou sbírku antických mincí. K nejstarším sbírkovým předmětům patří čínské mince z 8. století př. Kr. a řecké, římské i byzantské mince z 6. - 4. století př. Kr. Jsou zde uloženy i jedny z nejstarších známých medailí, které vytvořil Pisanello v polovině 15. století. Významná je též kolekce papežských a byzantských olověných pečetí (bul) nebo olověných žetonů (tesserae) a vyřezávaných gem ze starověkého Říma.

## Související instituce

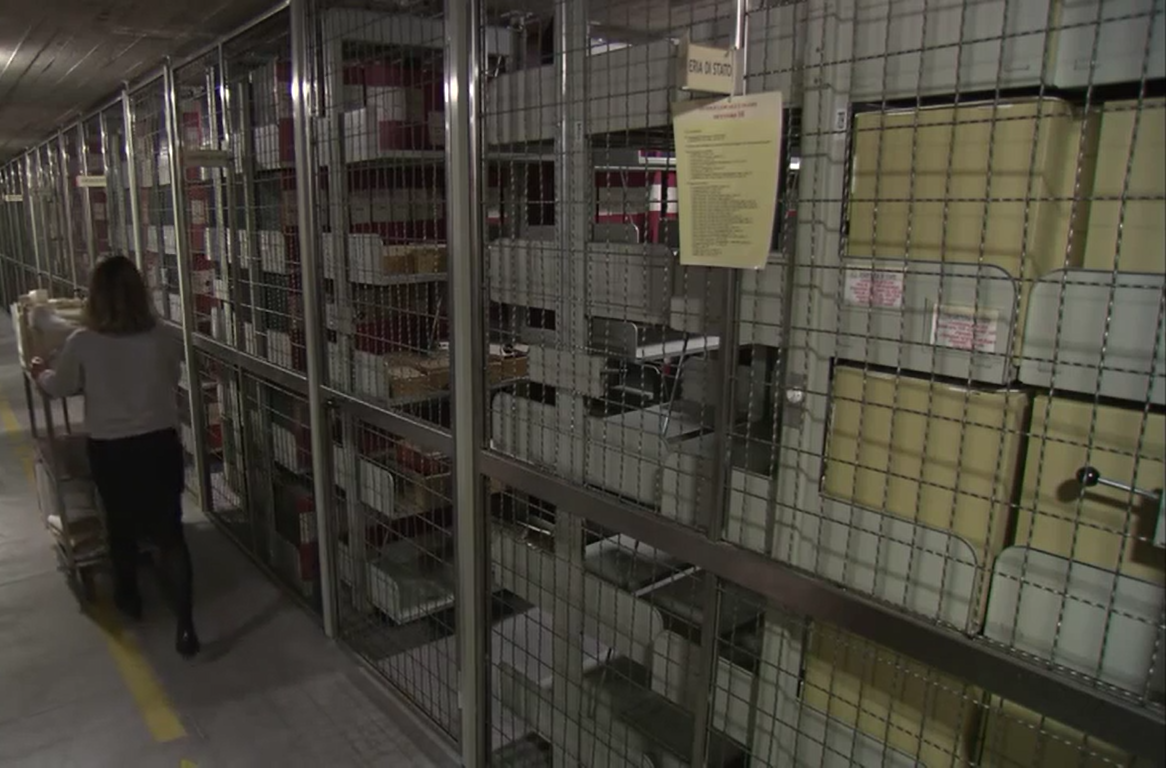
Vatikánský apoštolský archiv - podzemní trezor

### Vatikánský apoštolský archiv
Vatikánský apoštolský archiv (latinsky Archivum Apostolicum Vaticanum, italsky Archivio Apostolico Vaticano) je ústřední vatikánský archiv, který zajišťuje uchování veškeré písemné produkce Svatého stolce včetně státních dokumentů, korespondence, účetních knih a dalších dokumentů. Ačkoliv dějiny papežského archivu sahají až do počátku církevního státu, samostatný archiv vznikl na počátku 17. století oddělením od vatikánské knihovny, pod niž původně spadal. Apoštolský archiv sídlí v těsném sousedství vatikánské knihovny na Cortile del Belvedere. Při archivu působí nejen laboratoře pro konzervování písemností a pečetí, ale také škola zaměřená na archivnictví a některé pomocné vědy historické – Scuola Vaticana di Paleografia, Diplomatica e Archivistica.

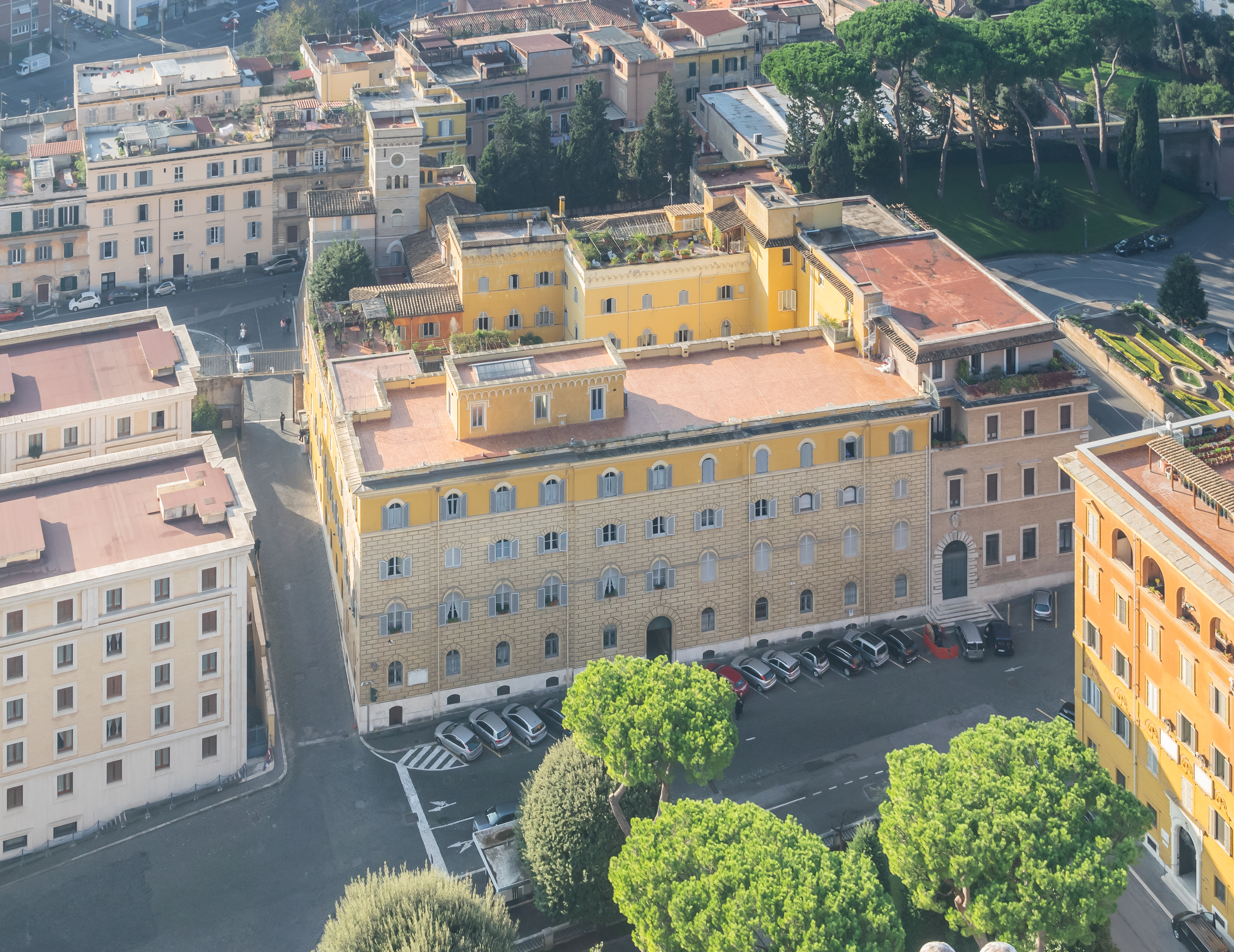
Palác sv. Karla - archiv Vatikánské filmotéky

### Vatikánská filmotéka
Vatikánská filmotéka (italsky Filmoteca Vaticana) byla založena roku 1959 za účelem shromažďování a uchovávání filmů o katolické církvi. V držení archivu jsou i mnohé raritní snímky z počátků kinematografie. Depozitáře a malý promítací sál se nacházejí v paláci sv. Karla (Palazzo San Carlo) na náměstí sv. Marty ve Vatikánu.

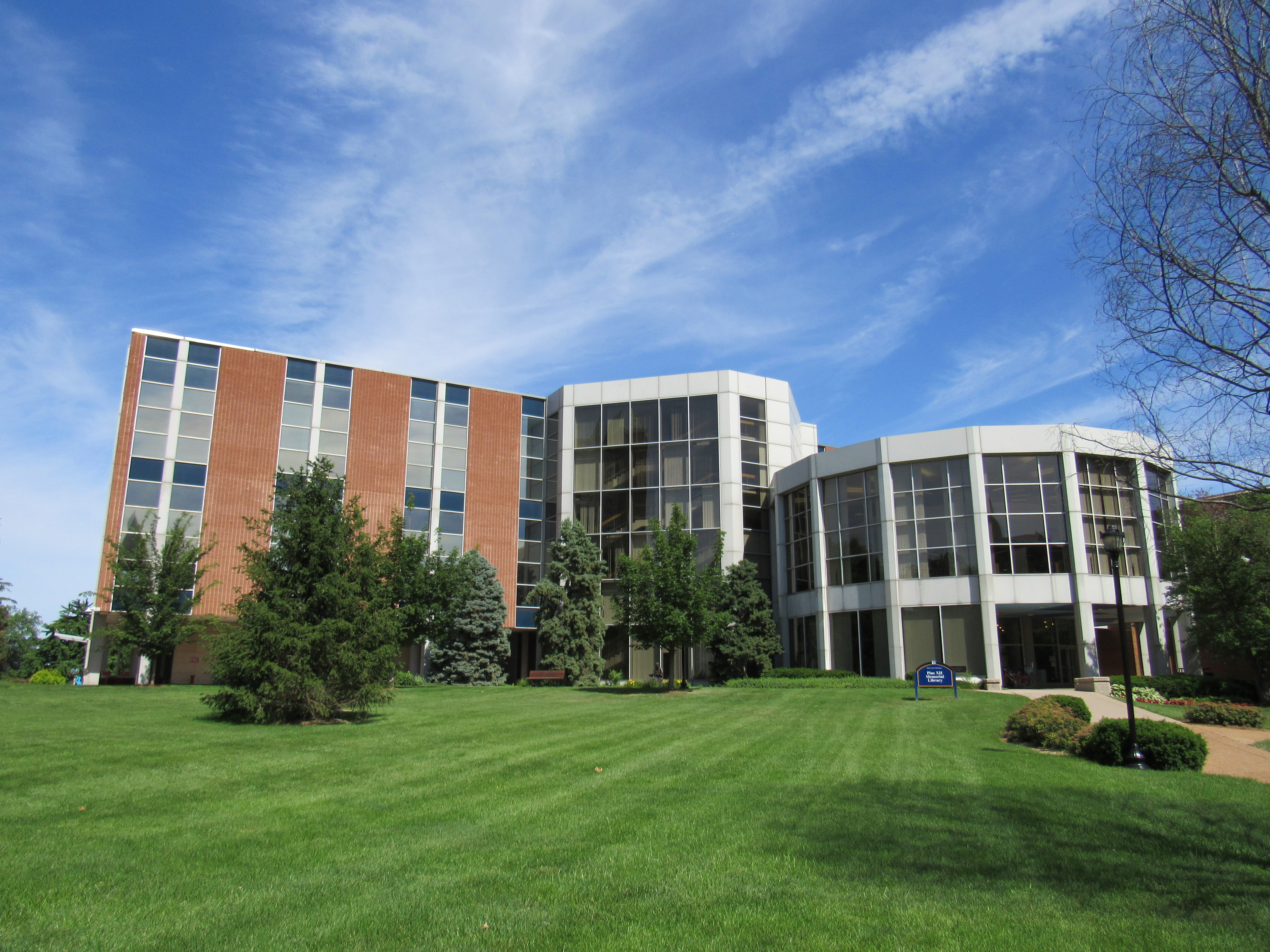
Knihovna Pia XII. v St. Louis

### Vatikánská filmová knihovna St. Louis
Vatikánská filmová knihovna Kolumbových rytířů (anglicky Knights of Columbus Vatican Film Library) je součástí knihovny Pia XII. na univerzitě v St. Louis ve Spojených státech amerických (stát Missouri). Uchovává sbírku mikrofilmů, na nichž je zachyceno více než 40 000 děl z Vatikánské apoštolské knihovny. Knihovnu založil Lowrie J. Daly (1914 – 2000) s finanční podporou Kolumbových rytířů, aby zpřístupnil vatikánské písemnosti severoamerickým badatelům.
Mikrofilmování vatikánských rukopisů bylo zahájeno v roce 1951, přičemž se v té době jednalo o nebývale rozsáhlý projekt. Knihovna byla veřejnosti otevřena již v roce 1953, roku 1959 se pak přestěhovala do kampusu University St. Louis.